# Organisation et Systèmes d'Information
 (novembre 2011).
- Si vous ne connaissez pas le sujet, laissez ce bandeau (vous pouvez alors contacter les auteurs).
- Si vous supprimez le contenu mis en cause (vous pouvez préalablement contacter les auteurs),

argumentez précisément cette suppression dans la page de discussion
(un manque de référence n'est pas un argument ; une recherche réelle de référence doit avoir été effectuée, être formellement documentée).
 (novembre 2011).
Si vous disposez d'ouvrages ou d'articles de référence ou si vous connaissez des sites web de qualité traitant du thème abordé ici, merci de compléter l'article en donnant les références utiles à sa vérifiabilité et en les liant à la section « Notes et références ».
L'Organisation et Systèmes d’Information est une discipline qui s’intéresse à l’organisation de groupes de personnes et aux systèmes d’information que cette organisation utilise pour fonctionner.  
Cette discipline traite de la complexité des connivences et des conventions d’un groupe humain pour tenter de percevoir ses rouages, décrypter sa logique et optimiser son activité.
Cette discipline, souvent confondue avec les disciplines informatiques propres au traitement de l’information, est ici précisée.

## La difficulté de la discipline
D’une manière générale, toute activité d’êtres vivants semble être organisée, soit empiriquement, soit instinctivement, soit par une intelligence "cachée".  Les êtres qui y participent, vivent et font vivre cette organisation en s’échangeant de l’information par différents systèmes d’information forts variés.
L’efficacité d’une organisation humaine, par exemple, atteindra un niveau supérieur, c’est-à-dire l’efficience, dès lors que cette organisation sera alignée sur un sens et optimisée. On parlera dans ce cas d’intelligence de l’organisation ( Voir les travaux de Jean Piaget de Herbert Simon).
Dans une entreprise, on comprendra aisément que l’organisation et les systèmes d’informations sont intégrés au cœur du management, des métiers, du contrôle de gestion, des ressources humaines, de la qualité, et de l’informatique.  Cette discipline se retrouve effectivement dans toutes les interventions de tous les acteurs, souvent avec l’immense difficulté de faire percevoir et partager une vision globale et systémique.
Devant cette difficulté les acteurs sont presque toujours réduits à limiter leurs perceptions et leurs optimisations à des « bonheurs locaux », la somme des bonheurs locaux n’étant pas, malheureusement, le bonheur global.

## L’efficience d’une organisation humaine passe par son intelligence
Les systèmes vivants, robustes, ont toujours attirés l’attention des chercheurs. Le cas des fourmis en est une illustration. Lire « La révolution des fourmis » de Werber.
Les systèmes humains, infiniment compliqués (propre à l'humain), complexes (du fait de l'infini des combinaisons possibles) et instables (du fait du chaos de la vie), sont toujours des mystères. Entrevoir leurs logiques, leurs articulations afin de les optimiser sur un sens reste un exercice délicat, sensible, d’une extrême difficulté. 
Sans le démontrer dans l’absolu, intuitivement, on comprend que tout dépend d’une alchimie, d’une intelligence collective d’un ordre supérieur.

## Une discipline à ne pas confondre avec…
Du fait de la difficulté de compréhension du vrai sujet traité par la discipline de l’organisation et des systèmes d’information, cette discipline est trop souvent amalgamée et très mal interprétée.  Ainsi on parle presque toujours à tort de Systèmes d’Information (acronyme SI) en voulant dire Système Informatique (acronyme identique SI).  Un DSI définit  presque toujours un directeur des Systèmes Informatiques. 
De même le management appréciera l’organisation en tant que prérogative absolue de son pouvoir, en approchant rarement le sujet sous l’angle système en vue d’une optimisation globale.
Les DSIO, directeurs en systèmes informatiques et organisation des systèmes informatiques, ne sont pas exactement représentatifs de la discipline au sens complet du terme. Ce sont des spécialistes des systèmes informatiques et de l’organisation ou de l’architecture matérielle et logicielle informatique, alignés sur un cahier des charges fourni par L’organisation et les Systèmes d’Information..
La discipline de l’Organisation et des systèmes d’informations doit quant à elle être nettement différentiée, identifiée et défendue par l’acronyme OSI, avec le terme Organisation en premier. Les directeurs ou chefs de projets de la discipline doivent être reconnus par l’acronyme DOSI.

## Les exigences de la discipline
La discipline exige des compétences et des expériences rassemblées rares, qui viennent de surcroit en contact direct avec les prérogatives du management, des directions métiers, du contrôle de gestion, des directions de l’informatique et de la qualité.
Pour les activités courantes, les directeurs ou chefs de projet en Organisation et systèmes d’Information sont généralement des personnes ayant passé par tous les registres du management stratégique et tactique, de la finance et du contrôle de gestion, des ressources humaines, de la qualité et de l’informatique, en restant capable d’appréhender et de comprendre une multitude de métiers et de cultures de groupes.
Ce sont des assistants à maîtrise de l’ouvrage « organisation humaine », capables d’assister et d’éclairer les conseils d’administration, les directions, les fonctionnels et les opérationnels de l’organisation observée.
Les temps nécessaires à la désarticulation virtuelle des complications et complexités pour proposer des ré-articulations plus efficientes alignées sur un sens sont généralement longs. La conduite du changement portée par le management étant souvent le chemin le plus long.

## La mission qui permet d’orienter une Organisation intelligente vers l’efficience
La ou les personnes chargées de la mission d’optimisation de l’organisation doivent réussir à découvrir et faire apparaître une globalité. Ils ne peuvent en aucun cas se contenter de visions courtes ou locales.  Cette globalité est souvent perçue comme une utopie, un but à poursuivre, ce qu’elle est souvent du fait des efforts et du temps nécessaire à la conduite du changement.
Cette utopie (ou ce but à poursuivre), obtenue impérativement par un détour théorique, est nécessaire pour partager un imaginaire commun qui  sera détaillé par éléments rassurants, des objectifs atteignables et à atteindre.
Un travail en équipe est impératif.
Dans le cas d’une entreprise, les personnes chargées de la mission doivent rassembler toutes les expériences de toutes les composantes du processus racine de l’organisation. 
Le processus racine correspond au Grand Dessein du groupe de personnes assigné par une gouvernance (par exemple un conseil d’administration)
En entreprise, les Personnages/Rôles de la mission sont essentiellement des « sages »
- de la stratégie, alignée sur un Grand Dessein ;
- du management et des ressources humaines au sens du management ;
- de la maîtrise de gestion ;
- des métiers ;
- de la qualité ;
- du traitement de l’information.

Le chef de projet de la mission, ou pilote du processus d’organisation, s’il ne peut et ne doit jamais se substituer à la hiérarchie, doit disposer pour autant des neurones et synapses natifs à ces spécialistes et jouer un rôle de conseil interne et externe.
Ce chef de projet doit être, tout à la fois, capable de :
- Faire émerger le processus majeur
- Intégrer l’éthique et la déontologie du processus majeur
- Analyser et décrypter, désarticuler la complexité et la complication des sous processus
- Synthétiser pour rendre simple sans être simpliste et faire des propositions de ré articulations avec du sens, celui du sens recherché
- Aborder toutes les thématiques de gouvernance et de pilotage
- Piloter la qualité de la qualité
- Défendre l’optimisation globale contre les visions trop locales
- Conseiller sur l’organisation de l’organisation, un exercice du plus haut niveau
- Proposer des schémas d’organisation
- Assister à la maîtrise de l’ouvrage
- Venir en appui de tout sujet d’organisation
- Orienter, conseiller les acteurs des systèmes d’information (communication, système d'information) en vue de l’optimisation de l’organisation

Il doit être méfiant à l’égard des paradigmes, des attitudes « normalisées ». Il doit être différent et faire preuve d’imagination, de cohérence dans la recherche opérationnelle de l’organisation, c'est-à-dire l’optimisation de tout, sous contraintes multiples et fortes. 
Ce que le chef de projet ne fait en aucun cas :
- Gouverner, généralement réservé au conseil d’administration
- Manager, généralement réservé au organes de direction
- Conduire le changement, du moins jamais seul puisque ceci concerne tout un dispositif impliquant les managers et les autres acteurs
- Mettre en place les projets du changement, à la charge des chefs de projets métiers et de spécialistes.

## Les points obligés de la mission pour parvenir à une Organisation intelligente, efficiente
- Faire reconnaître et placer l’intelligence de l’organisation au niveau de la gouvernance et du sens qu’elle souhaite donner à l’organisation
- Partager un imaginaire commun, porté par ce sens
- Communiquer sur l’Organisation et sa révision (au sens de voir autrement) préciser les rôles et mandater avec les acteurs
- Construire un référentiel commun, de sens, de mots, de concepts, de règles
- Identifier et publier le processus racine, et ses sous processus majeurs
- Optimiser et assister les processus majeurs
- Faire piloter les processus majeurs
- Clarifier les buts et les objectifs
- Inventer des systèmes d’information adaptés
- Fluidifier et fiabiliser les échanges d’informations
- Rendre lisible l’action collective, au sein de l’organisation et à l’extérieur de l’organisation